# Glaucilla
Genre
Synonymes
- Dadone Gistel, 1848[1]
- Glaucilla Bergh, 1860[1]
- genre Glaucus Forster, 1777 (préféré par BioLib)[1]

Glaucilla est un genre de petits mollusques marins appartenant à l'ordre des nudibranches, de la famille des Glaucidae.

## Liste des espèces
Selon World Register of Marine Species (26 septembre 2021) :
- Glaucilla bennettae (Churchill, Valdés & Ó Foighil, 2014)
- Glaucilla marginata Reinhardt & Bergh, 1864
- Glaucilla mcfarlanei (Churchill, Valdés & Ó Foighil, 2014)
- Glaucilla thompsoni (Churchill, Valdés & Ó Foighil, 2014)

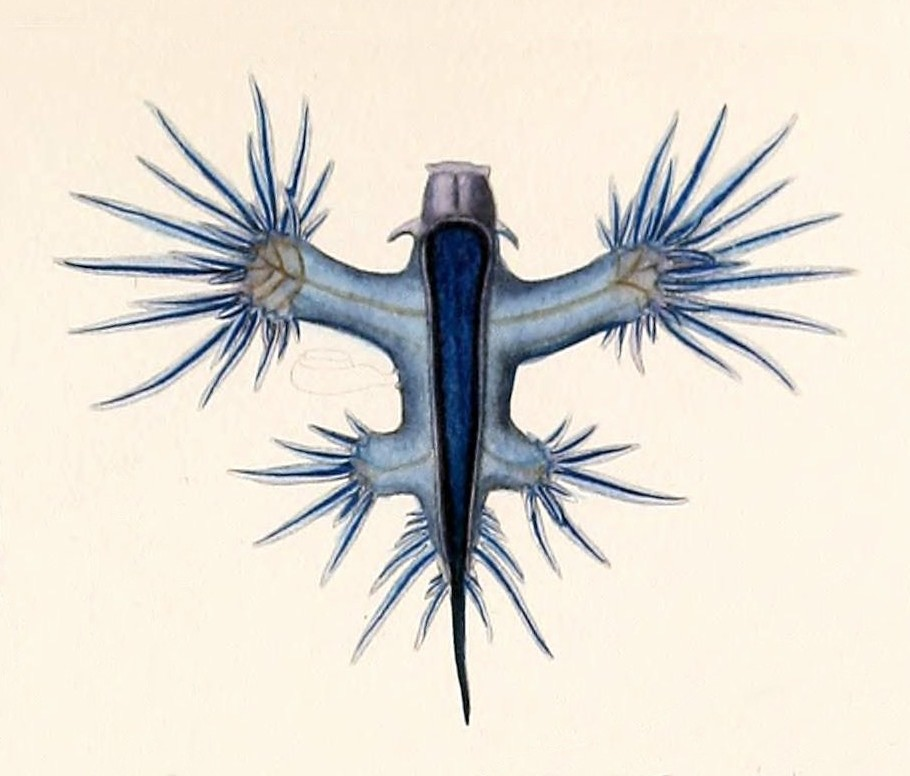
Dessin naturaliste de Glaucilla marginata
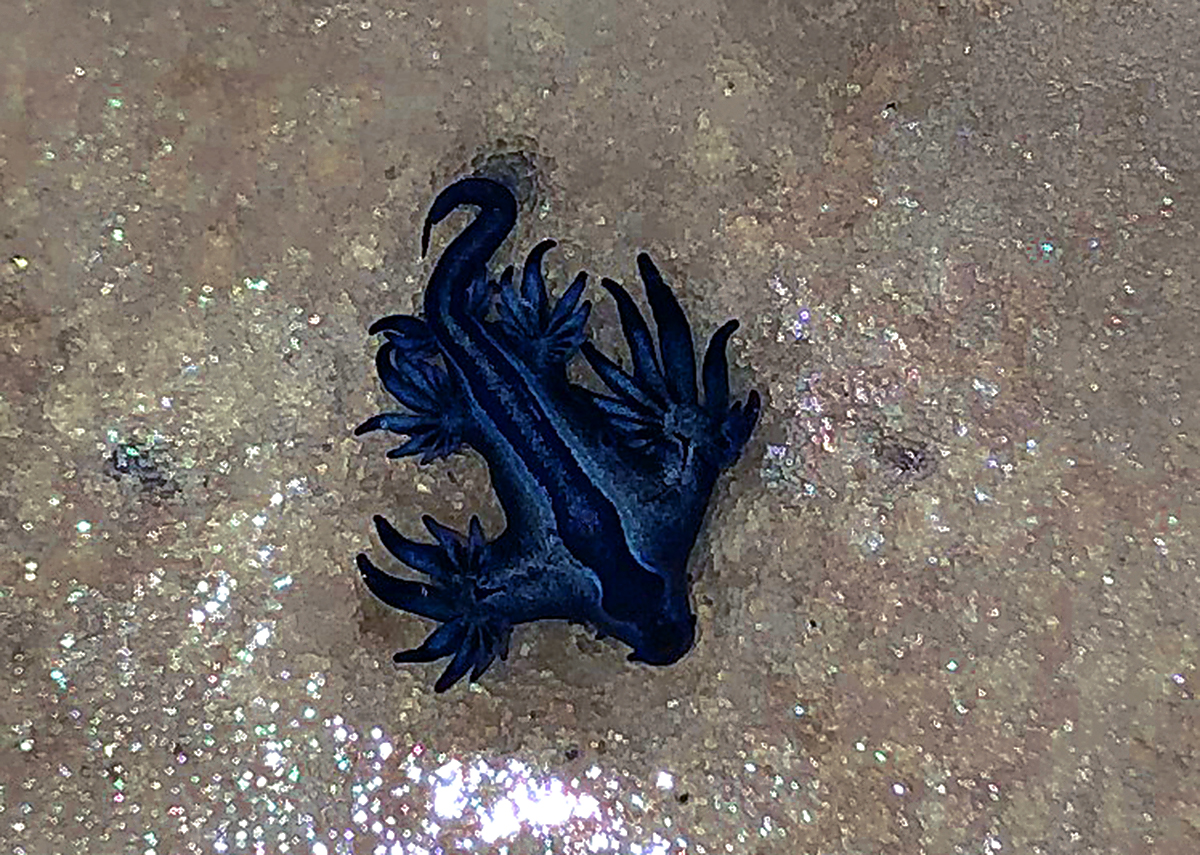
Spécimen échoué à la Réunion.

## Répartition et habitat
Il vit dans toutes les eaux tempérées ou tropicales, où il flotte à la surface des eaux parmi le pleuston, face ventrale tournée vers la surface. Glaucilla marginata est la seule espèce de son genre dans l'océan Indien central. 

## Taxinomie
Le genre Glaucilla a été réérigé en 2004 à la suite d'une analyse génétique départageant ces espèces du genre Glaucus.